# 1063

سنة 1063 كانت سنة بسيطة تبدأ يوم الأربعاء (سوف يظهر الرابط التقويم الكامل للعام) حسب التقويم اليولياني.

## أحداث
- نهر التايمز في إنجلترا يتجمد لمدة 14 أسبوعا.
- بدء بناء كنيسة سان ماركو

## وفيات
- ابن رشيق القيرواني
- 4 سبتمبر - طغرل بك السلطان السلجوقي. (990 م).